# منگال‌ماهی
منگال‌ماهی (نام علمی: Drepane) نام یک سرده از تیره عروس‌ماهیان است.